# 哈倫鎮區 (愛荷華州佩奇縣)
哈倫鎮區（英語：Harlan Township）是位於美國愛荷華州佩奇縣的一個行政鎮區。

## 地方資料
根據2010年美國人口普查的數據，哈倫鎮區的面積為80.32平方千米，當中陸地面積為80.28平方千米，而水域面積為0.04平方千米。當地共有人口391人，而人口密度為每平方千米4.87人。